# حمام مريان
حمام مريان (بالفارسية: حمام مریان) هو حمام تاريخي يعود إلى القاجاريون، ويقع في مقاطعة تالش.